# Plan de Villa
Plan de Villa är en ort i Mexiko.   Den ligger i kommunen Tierra Blanca och delstaten Veracruz, i den sydöstra delen av landet, 300 km öster om huvudstaden Mexico City. Plan de Villa ligger 47 meter över havet och antalet invånare är 351.
Terrängen runt Plan de Villa är platt, och sluttar österut. Runt Plan de Villa är det ganska tätbefolkat, med 65 invånare per kvadratkilometer. Trakten runt Plan de Villa består till största delen av jordbruksmark.